# Ђиајре Сотане (Савона)
Ђиајре Сотане је насеље у Италији у округу Савона, региону Лигурија.
Према процени из 2011. у насељу је живело 70 становника. Насеље се налази на надморској висини од 641 м.